# كبريتات النحاس الثنائي
 كبريتات النحاس الثنائي، الزاج الأزرق أو سلفات النحاس، مركب كيميائي له الصيغة CuSO4 ، ويكون على شكل مسحوق بلورات زرقاء عندما يكون خماسي هيدرات CuSO4 . 5H2O، في حين أنه يكون على شكل مسحوق ذي لون أبيض إلى رمادي عندما يكون بالشكل اللا مائي.
له عديد من الاستخدامات في المجال البيطري والزراعي في مقاومة الفطريات الضاره وتطهير الحيوانات

## الخواص
- ينحل مركب كبريتات النحاس بشكل جيد في الماء 36.6 غ لكل 100 مل ماء عند الدرجة 20°س. ينحل بصعوبة في الميثانول، لكنه غير منحل في الإيثانول.
- للمحاليل المائية من كبريتات النحاس صفة حمضية ضعيفة، الأس الهيدروجيني pH لمحلول 0.2 مولي مقداره 4.
- يؤدي التسخين إلى فقدان الماء البلوري بشكل تدريجي، حيث يفقد جزيئتي ماء عند الدرجة 95°س ليصبح ثلاثي هيدرات. باستمرار التسخين إلى الدرجة 110°س يفقد أربع جزيئات ماء ليصبح أحادي هيدرات. نحصل على الشكل الخالي من الماء بالتسخين فوق 150°س. يتفكك المركب إذا جرى تسخينه فوق الدرجة 650°س إلى أكسيد النحاس الثنائي وغاز ثلاثي أكسيد الكبريت حسب المعادلة:

CuSO4 → CuO + SO3 ↑ فوق الدرجة 650°س

## التحضير
يحضر مركب كبريتات النحاس الثنائي من حل (إذابة) فلز النحاس في حمض الكبريتيك المدد والساخن بوجود أكسجين الهواء
Cu + H2SO4 + 1/2 O2 → CuSO4 + H2O

## الاستخدامات
- يستخدم بكثرة من أجل تحضير مركبات النحاس الأخرى. وفي المختبرات الكيميائية من أجل توضيح خلية غلفاني.
- يستخدم أيضاً في مكافحة الآفات والتعقيم، كما يدخل في الصناعات النفطية ومعالجة الفلزات وفي التزجيج.
- يستخدم الشكل الخالي من الماء من أجل الكشف على وجود الماء في المحلات العضوية، حيث يسهم التحول اللوني من اللون الأبيض إلى الأزرق نتيجة ارتباط كبريتات النحاس بالماء في الكشف عن ذلك.

## معرض صور

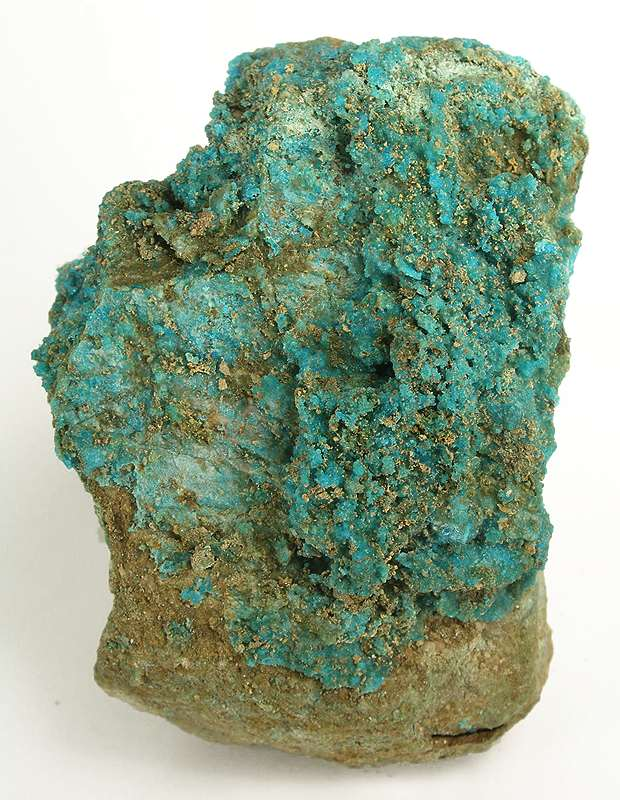
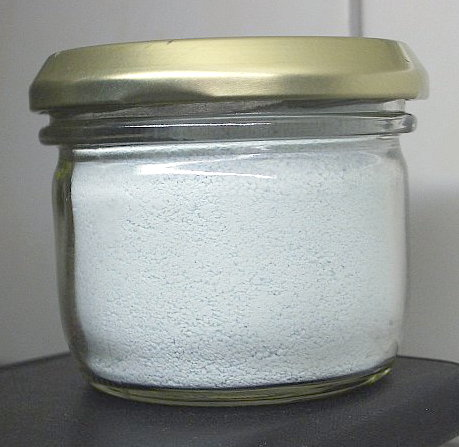
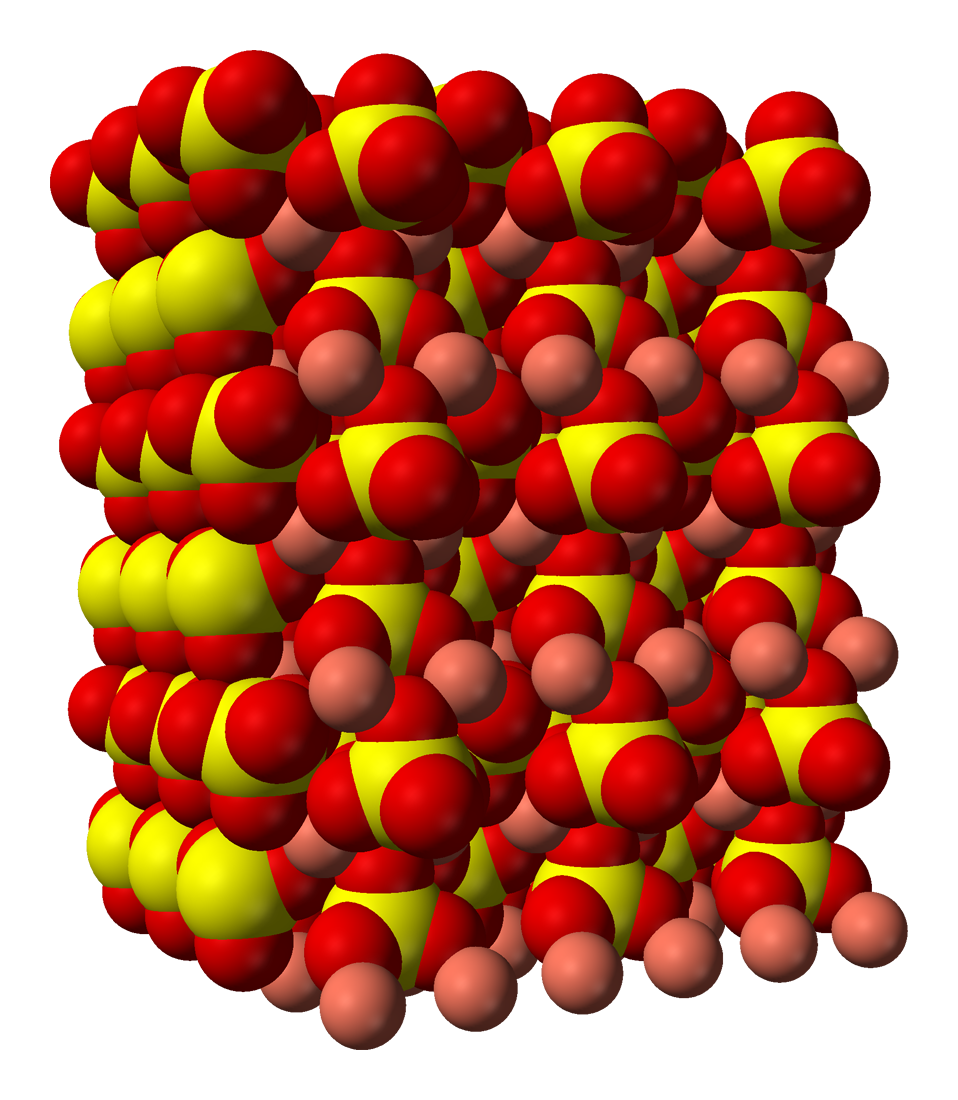